# Métro de Monterrey
Le métro de Monterrey (surnommé Metrorrey) est le réseau de métro de la ville de Monterrey, au Mexique. Il possède trois lignes, totalisant 38,5 km de voies desservant 38 stations et transporte 512 000 passagers par jour avant l'ouverture de la troisième ligne en février 2021. Le métro de Monterrey est totalement indépendant des autres modes de transport, en partie souterrain et en partie surélevé, ce qui le distingue des systèmes non intégralement en site propre et en fait donc un système de métro à part entière.

## Historique
Dans les années 1980, un consortium dirigé par Siemens a remporté le contrat de développement d'un système de métro pour Monterrey. Le système est similaire au Tren Urbano de Guadalajara.
La construction de la ligne 1 a commencé le 25 avril 1988 et a été inauguré trois ans plus tard le 25 avril 1991 17,5 km avec 17 stations (Exposición - San Bernabé). Elle va d'est en ouest à travers le centre-ville puis bifurque vers les quartiers nord-ouest de la ville. Elle fonctionne sur une structure en béton surélevée de l'Exposition de Guadalupe à San Bernabé. La ligne a été prolongée d'une station (Talleres) en juin 2003.
La construction de la ligne 2 a commencé en février 1993. Elle a été mise en service le 30 novembre 1994 (General Anaya - General Zaragoza) et faisait alors 4,5 km de long avec 6 stations. Elle a été construite le long d'un axe nord-sud à une profondeur de 17 m sous le niveau de la rue principalement à l'aide de tunneliers. La construction d'une extension nord a commencé en août 2005. La longueur totale de l'extension est de 8,5 km dont 1,5 km en tunnel et le reste en aérien. Le premier tronçon General Anaya - Universidad (3,2 km, 3 stations) le long de l'Avenue Universidad a été ouvert en octobre 2007, les 5,3 km restants Universidad - Sendero (4 stations)  en octobre 2008.

## Réseau actuel
(1er mars 2021).
La longueur de la ligne 1 est de 18,8 km (17,8 km en exploitation commerciale entre les terminus passagers) avec 19 stations ouvertes au public. À Cuauhtémoc, la correspondance est possible avec la ligne 2. Un trajet sur toute la ligne dure 27 minutes. Le ligne est presque entièrement surélevée sur viaduc, seule la station terminus est au niveau du sol.
La longueur de la ligne 2, d'orientation nord - sud  est de 13,7 km (13 km en exploitation commerciale) avec 13 stations.
Toutes les stations sont climatisées. Certaines stations de la ligne 2 sont équipées d'escalators.

## Équipements du réseau
Si le matériel roulant est de fabrication essentiellement mexicaine, les autres parties du système ont été commandés essentiellement à Siemens qui fournit l’approvisionnement en énergie, les équipements de signalisation et de sécurité, les systèmes de télécommunication et de billetterie tant pour les extensions de ligne que pour les lignes 1 et2.

### Matériel roulant
Le système Metrorrey dispose de 84 rames articulés (doublets) de longueur de 28,2 à 29,6 m. selon les modèles. Les trains composés de 2 ou 3 rames chacun, avec la possibilité de former des trains de 4 rames maximum. Certains trains sont climatisés. La capacité de chaque véhicule est estimée à 300 passagers environ. La vitesse maximale des trains peut atteindre est de 80 km/h.
Les 25 premiers véhicules ont été fabriqués en 1990 par la Compañía Mexicana Concarril en coopération avec Duewag, les 23 suivants en 1992-1993 par la société canadienne Bombardier qui a acquis la société Concarril en 1992. Les véhicules de ces deux lots, construits dans une usine à Ciudad Sahagún, au Mexique. Plus précisément, Metrorrey a commandé 25 véhicules MM-90 à deux sections en 1988 et 23 véhicules MM-90 / 2F en 1990 pour la ligne 1. Ce dernier type représente la deuxième génération du même véhicule équipé de composants de technologie plus récente, y compris, entre autres, des moteurs de traction asynchrones.
Certaines voitures n'ont qu'une cabine de conduite par direction. Pour obtenir la bidirectionnalité, deux ensembles sont joints pour disposer d'une cabine de conduite aux deux extrémités.
Viennent ensuite 22 rames MM-93 livrées en 2004-2005  construits en Espagne par CAF pour la ligne 2 et les 14 autres véhicules ont été construits par Bombardier et livrés en 2007 également pour la ligne 2. Les trains sont climatisés.
Les trains roulent généralement à une vitesse commerciale moyenne de 35 km/h. Début 2017, il a été annoncé que, pour des raisons de sécurité, la vitesse a été réduite à environ 29 km/h en moyenne.

### Système d'alimentation électrique
Les postes de rectification de 35 MVA chacun, reçoivent 13,8 kV AC et fournissent 1,5 kV DC aux trains par caténaire.

## Exploitation et fréquentation
Le métro est exploité par la société STC Metrorrey, une entreprise publique décentralisée du gouvernement de l'État de Nuevo León.
Les 2 lignes ont transporté 66 millions de passagers en 2007, 88,3 millions en 2008. La fréquentation a ensuite explosé avec 136,6 millions de passagers en 2009 pour atteindre 186,8 millions de passagers en 2019, ce qui correspond à environ 512 000 passagers par jour.

## La construction de la ligne 3
La construction de la ligne 3 a commencé en 2013 et devait terminer en août 2015 mais la construction a été interrompu suit à un changement de gouverneur.
La ligne 3 est de nouveau en construction, 7,2 km du terminus de la ligne 2 General Zaragoza au nord-est jusqu'à l'hôpital Metropolitano, soit 9 stations, principalement sur une structure surélevée. La ligne 3 est un prolongement de la ligne 2.
Pour la ligne 3 Metrorrey devait commander des rames CAF, mais la commande a été annulée faute de fonds pour l'achat de matériel neuf. En décembre 2019 Metrorrey a acheté 26 véhicules à la compagnie chinoise CRRC Zhuzhou Locomotive dont la livraison débute fin 2020. En 2019 Metrorrey a acheté 24 anciens trains U-Bahn Type U3 de Francfort, qui ont été retirés du service en 2017. Les trains ont été construits par Düwag en 1979 et 1980 et subiront un programme de rénovation par Talbot Services pour prolonger leur durée de vie de 20 ans. Tout le matériel roulant modernisé et neuf doit arriver à Monterrey pour la nouvelle ligne 3 dont la mise en service est prévue en février 2021.
En octobre 2014, Siemens obtient un contrat pour les équipements de signalisation de la ligne 3.